# Mount Fries
Mount Fries ist ein markanter und 1985 m hoher Berg in der antarktischen Ross Dependency. Er ragt unmittelbar südlich der Mündung des Zeller-Gletschers in den Byrd-Gletscher auf und ist einer der westlichsten Gipfel entlang der Südwand des Byrd-Gletschers.
Das Advisory Committee on Antarctic Names benannte ihn 1965 nach Robert H. Fries, Polarlichtforscher auf der Amundsen-Scott-Südpolstation im Jahr 1963.